# Wally Harris (cầu thủ bóng đá)
Wallace Norman Harris (22 tháng 2 năm 1900 – 7 tháng 9 năm 1933) là một cầu thủ bóng đá người Anh. Sinh ra ở Birmingham, ông thi đấu ở vị trí outside right cho Birmingham và Walsall tại Football League trong thập niên 1920. Bị giải phóng bởi Birmingham do vấn đề sức khỏe, ông giải nghệ không lâu sau đó và mất trong nhà vệ sinh ở Davos, Thụy Sĩ, lúc 33 tuổi.